# Busmanți, Sofia-capitala
Busmanți (în bulgară Бусманци) este un sat în comuna Stolicina, regiunea Sofia-capitala,  Bulgaria. 

## Demografie
Componența etnică a satului Busmanți
     Bulgari (79,76%)
     Nicio identificare (19,65%)
     Altele (0,58%)
La recensământul din 2011, populația satului Busmanți era de 1.715 locuitori. Din punct de vedere etnic, majoritatea locuitorilor (79,76%) erau bulgari. Pentru 19,65% din locuitori nu este cunoscută apartenența etnică.